# Таштак (Барпынский айылный аймак)
Таштак (кирг. Таштак) — село в Сузакском районе Джалал-Абадской области Кыргызстана. Входит в состав Барпынского айылного аймака.

## География
Село расположено в юго-восточной части области, на правом берегу реки Чангет, на расстоянии приблизительно 11 километров (по прямой) к востоко-юго-востоку от села Сузак, административного центра района. Абсолютная высота — 758 метров над уровнем моря.

## Население
Согласно оценочным данным Национального статистического комитета Кыргызской Республики, численность населения села на начало 2023 года составляла 1376 человек.
| год     | 2009 | 2014 | 2015 | 2020 | 2021 | 2023 |
| ------- | ---- | ---- | ---- | ---- | ---- | ---- |
| человек | 985  | 942  | 1072 | 1311 | 1333 | 1376 |